# Quốc kỳ Jamaica

Cờ hiệu trắng hải quân của Jamaica

Mẫu quốc kỳ Jamaica được đề xuất đầu tiên

Quốc kỳ Jamaica (tiếng Anh: Flag of Jamaica) được sử dụng chính thức từ ngày 6 tháng 8 năm 1962, ngày quốc gia này độc lập từ Liên bang Tây Ấn. Cờ gồm một dấu chéo màu vàng, phân tách ra bốn phần: hai phần màu xanh lá cây (trên và dưới) và hai phần màu đen (phải và trái).
Mẫu cờ hiện nay thu được từ những mẫu gửi đến trong cuộc thi thiết kế mẫu cờ quốc gia. Ban đầu nó được thiết kế với các đường sọc ngang, nhưng bị coi là tương tự như cờ Tanganyika. Vì vậy dấu chéo đã thay thế vào đó. Các màu đen, xanh lá cây và vàng là màu sắc liên Phi. Các màu sắc trước đó có ý nghĩa "Dù khó khăn nhưng đất vẫn xanh và mặt trời vẫn chiếu sáng": màu vàng là ánh sáng mặt trời, màu đen tượng trưng khó khăn và màu xanh lá cây tượng trưng cho đất. Tuy nhiên, ý nghĩa sau đó đã thay đổi: màu đen đại diện cho sức mạnh và sự sáng tạo của người dân đã cho phép họ vượt qua những xung đột, vàng của nắng và xanh lá cây là thảm thực vật tươi tốt của hòn đảo .

## Nghi thức
Nghi thức chuẩn được áp dụng ở Jamaica trong việc sử dụng quốc kỳ, chủ yếu đảm bảo khi sử dụng quốc kỳ có thể bay và trong tình trạng tốt. Quy tắc sử dụng quốc kỳ (một tập hợp các quy tắc mà chủ của quốc kỳ phải tuân theo) được chính phủ ban hành.
Cờ hiệu nhà nước ở Jamaica là cờ hiệu xanh với quốc kỳ ở góc trên bên trái. Nó thường được chính phủ Jamaica sử dụng. Cờ hiệu hải quân là cờ hiệu trắng với chữ thập Saint George và quốc kỳ ở góc trên bên trái. Do quốc đảo này không có lực lượng hải quân nên chỉ lực lượng tuần tra ven biển thường sử dụng. Nó giống như cờ hiệu hải quân của các nước Khối thịnh vượng chung khác như Bahamas, Barbados và Trinidad và Tobago.

## Các lá cờ trong lịch sử

1875-1906
1906-1957
1957-1962
1962
1962-nay